# César Altamirano
César Augusto «el Mono» Altamirano Alcázar (Callao, 20 de mayo de 1944-Lima, 9 de agosto de 1993) fue un cantante peruano de baladas y nueva ola, quien tuvo mucha popularidad y formó parte del movimiento juvenil de la nueva ola en Perú en la década de 1960 participando en películas y grabando exitosos temas.

## Biografía
Nació en el Callao el 20 de mayo de 1944. Su padre fue César Augusto Altamirano Schwartz, director de la orquesta César Augusto y sus Locos del Mambo en la década de 1940, y de Consuelo Alcázar Alfaro. Fue el mayor de cuatro hermanos, Isabel, Angélica y un hermano menor con el mismo nombre, César. Desde muy niño, solía cantar la canción «Monalisa», con lo cual luego se ganaría el apodo del «Mono» Altamirano. Estudió en el Colegio George Washington y terminó su secundaria en el Colegio Militar Leoncio Prado, integró la Orquesta del Colegio Militar. Su tío Fernando Alcázar, un reconocido pianista chalaco, lo lleva a un sello disquero a suplir a un cantante y es así como en 1961 graba las canciones «Rosa» y «Quince años tiene mi amor». Ingresa a la Universidad Nacional de Ingeniería, pero posteriormente participa en el concurso Cancionísima. En enero de 1964, empieza su carrera en Panamericana Televisión, ganó el Primer Festival Internacional de la Nueva Ola con el tema «Corazón». En 1967, participó en la película Mi secretaria está loca, loca, loca junto con Violeta Rivas, Ricardo Blume, entre otros. En septiembre de 1968, participa en el Festival de la Canción de Trujillo con la canción «Juego de amor» y participó en un comercial televisivo ese año.[cita requerida] Se casó con la actriz Cuchita Salazar, con quien tuvo dos hijos: Sandro César y Diego César. En 1974, participó en el Festival OTI con el tema «Mujer primera». Luego de su divorcio con Cuchita Salazar, prepara un nuevo disco donde destacan temas como «Silencio» y «Voy a perder la cabeza por tu amor». Luego conoce a María del Pilar Portocarrero Zanetti, con quien tuvo dos hijos: Carlo César y María del Pilar. Falleció el 9 de agosto de 1993 producto de un infarto. Fue declarado hijo predilecto del Callao y una calle lleva su nombre.

## Discografía

### Sencillos
- «Celia»/«Fanny» (MAG)
- «Amor amargo» / «Te has enamorado» (RCA)

### Álbumes de estudio
- La nueva ola

| Predecesor: Gabriela de Jesús | Perú en el Festival de la OTI 1974 | Sucesor: Gladys Mercado |

- Datos: Q5796097
- Multimedia: César Altamirano / Q5796097